# François Coppens
François Coppens, parfois prénommé Jean-François, né à Bruxelles le 10 mars 1800 et mort à Paris 9e le 9 mars 1873,, est un architecte et promoteur immobilier belge du XIXe siècle représentatif de l'architecture éclectique en Belgique.

## Biographie
François Coppens est l'élève de l'architecte bruxellois Jean-Alexandre Werry. À l'âge de 20 ans (en 1820), l'Académie royale des beaux-arts de Bruxelles décerne à Coppens le "Premier prix".
Coppens a épousé à Bruxelles le 28 août 1823 Eugènie Joséphine Dens (née à Bruxelles le 16 novembre 1802, décédée en 1885). Un fils est né de ce mariage, Eugène Nicolas Aimé Coppens (° Bruxelles, 8 novembre 1824, † 6 février 1896), connu sous le nom de Coppens de Fontenay, qui épousa à Paris le 21 avril 1853 Louise Alexandrine Defontenay,. Un second fils, Charles François Coppens (° Bruxelles, 9 juin 1830), tôt veuf, convola à Paris, premier arrondissement, le 1er juillet 1858 avec Caroline Marguerite Benoist de Lostende.    
En plus d'être architecte, François Coppens était aussi un promoteur. Il a laissé sa marque sur l'embellissement de la ville de Bruxelles et a construit en 1827 la rue Coppens, ainsi nommée d'après lui, avec une composition symétrique et des façades identiques.
Il a travaillé pour les Chemins de fer de l'État belge et a construit (toujours à Bruxelles) de 1841 à 1846, la monumentale gare du Nord à la place Rogier. Ce bâtiment avec des décorations de style néo-Renaissance avait l’apparence d’un palais romain. Du côté des voies, elle était équipée d'un toit de verre et une ossature métallique, reposant sur des colonnes en fonte. Ce toit témoignait des nouvelles techniques de construction de l'époque.

## Réalisations
- 1828: La plupart des maisons de la rue Coppens à Bruxelles[8].
- 1841-1842: direction du chantier de construction du château de La Hulpe dans la forêt de Soignes à La Hulpe (également appelé château Solvay), sur des plans de l'architecte français Jean-Jacques Arveuf-Fransquin (1802-1876) [9].
- 1841-1846: La première gare du Nord à Bruxelles[2](de style néo-Renaissance). Ce bâtiment monumental était situé sur la place Rogier à Saint-Josse-ten-Noode. Utilisée de 1846 à 1953, la gare a été démolie en 1955 après la mise en service de la jonction ferroviaire Nord-Midi.
- 1847: Château de Peteghem (Kortrijkstraat 52, Petegem-aan-de Schelde) [10].
- 1860-1861: Escalier monumental d'esprit classique teinté de gothicisme devant la cathédrale Saints-Michel-et-Gudule de Bruxelles[11].

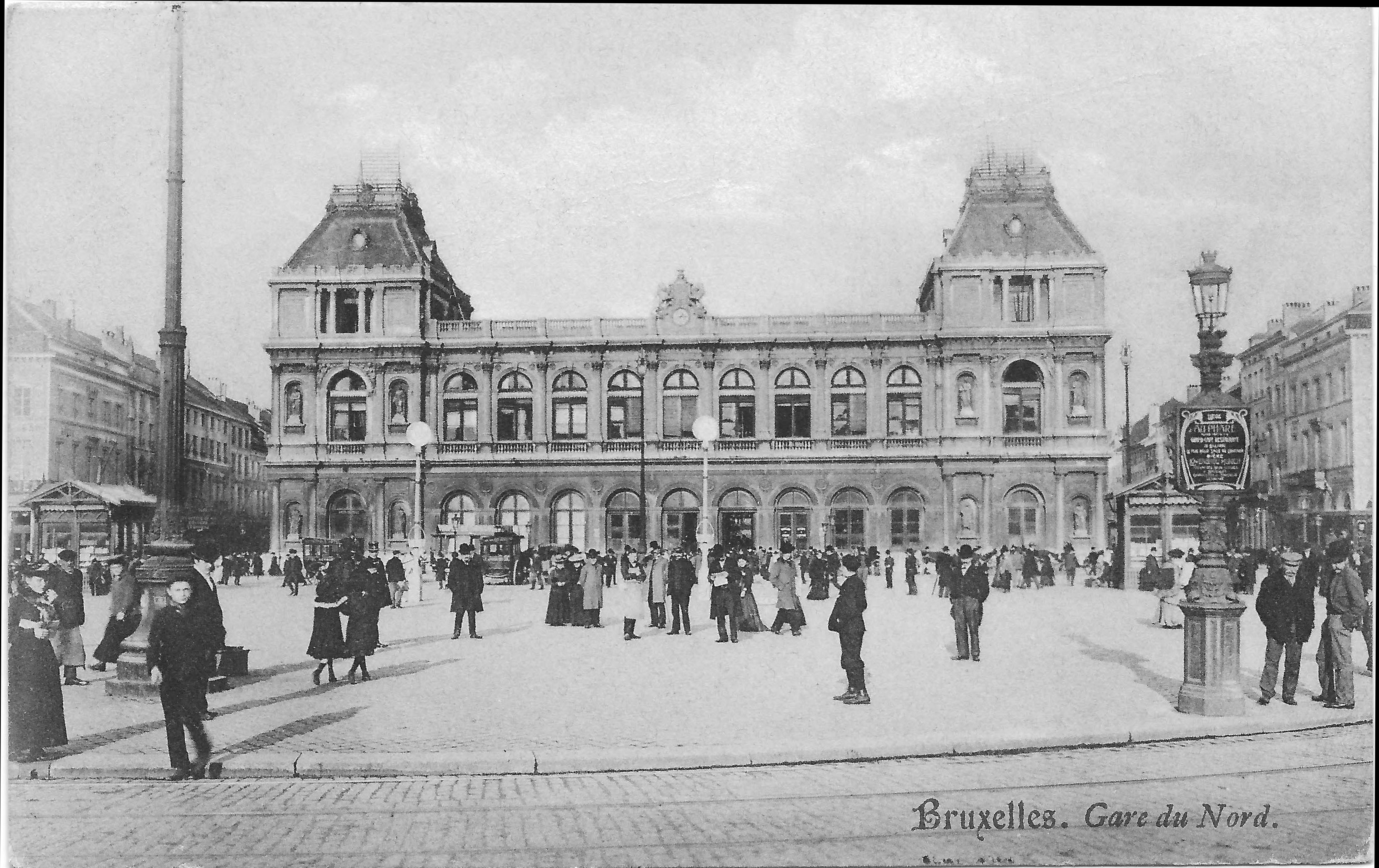
La place Rogier et l’ancienne gare du Nord à Bruxelles.
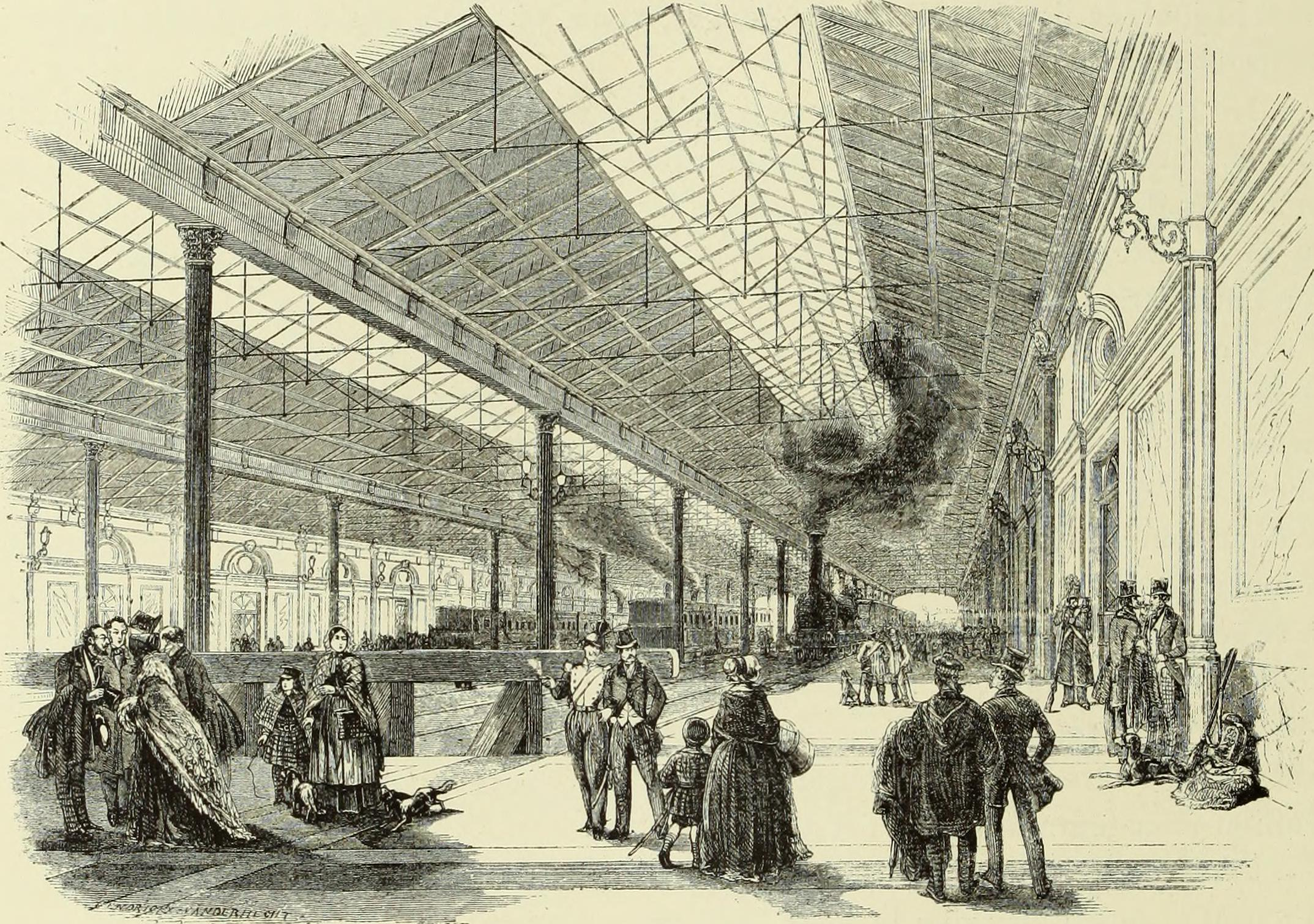
Verrières reposant au-dessus des voies soutenues par des colonnes en fonte.
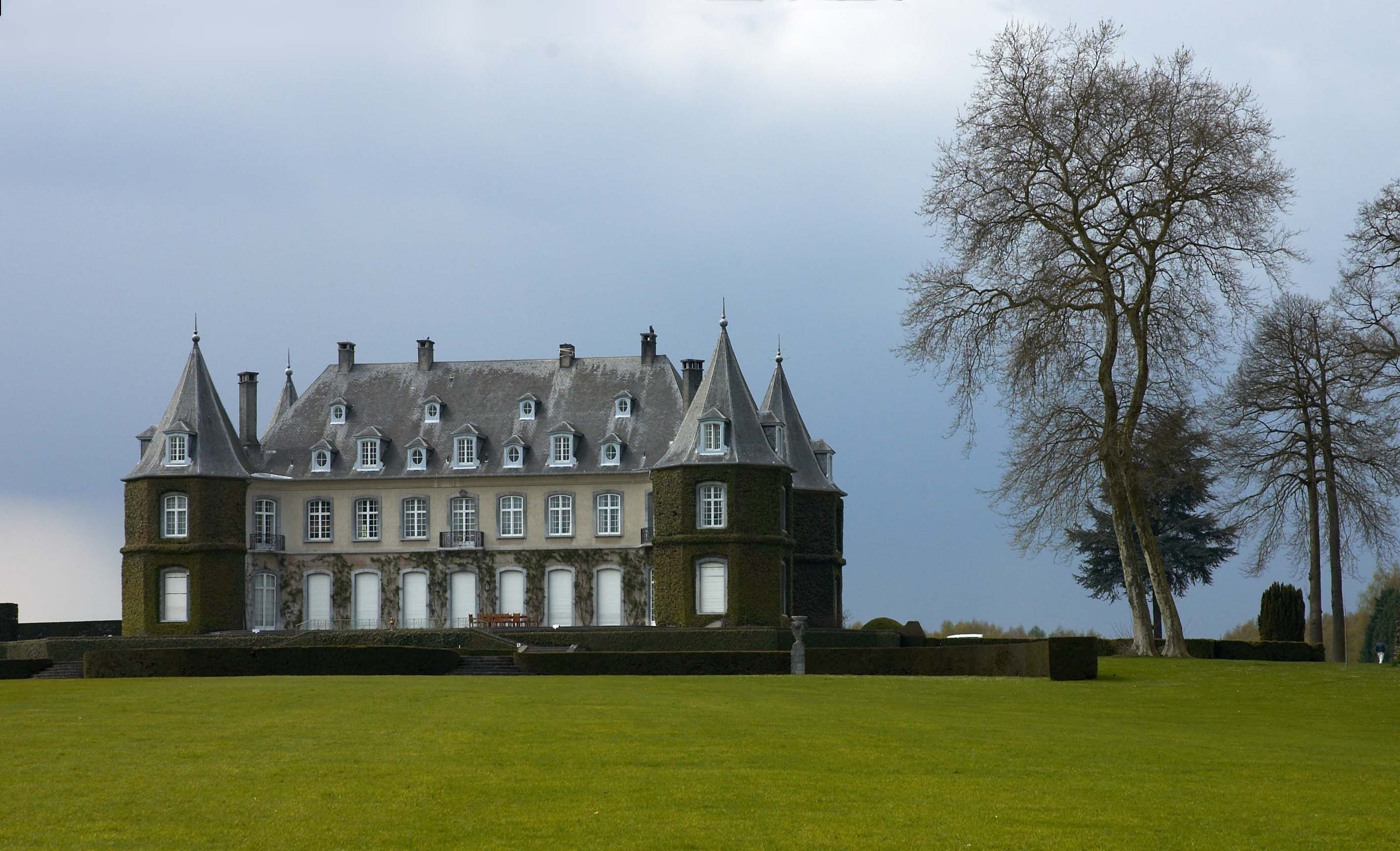
Le château Solvay conçu par les architectes Jean-Jacques Arveuf-Fransquin et François Coppens.

## Distinction
Le 27 septembre 1841 François Coppens est nommé Chevalier de l'ordre de Léopold par arrêté royal, pour « la part qu'il a prise à la formation du projet de la nouvelle station du Nord, à Bruxelles », en tant qu'architecte honoraire du chemin de fer. La proposition avait pour origine le ministre des travaux publics Demaisières.